# Olympische Sommerspiele 1976/Teilnehmer (Philippinen)
| Gelbes Symbol für Goldmedaillen mit stilisierten Olympischen Ringen | Graues Symbol für Silbermedaillen mit stilisierten Olympischen Ringen | Braundes Symbol für Bronzemedaillen mit stilisierten Olympischen Ringen |
| ------------------------------------------------------------------- | --------------------------------------------------------------------- | ----------------------------------------------------------------------- |
| —                                                                   | —                                                                     | —                                                                       |

Die Philippinen nahmen an den Olympischen Sommerspielen 1976 in Montreal mit einer Delegation von 14 Athleten (13 Männer und eine Frau) an 21 Wettkämpfen in sechs Sportarten teil. Ein Medaillengewinn gelang keinem der Athleten.

## Teilnehmer nach Sportarten

### Boxen
- Eduardo Baltar
Halbfliegengewicht: in der 1. Runde ausgeschieden

- Rey Fortaleza
Bantamgewicht: im Viertelfinale ausgeschieden

- Ruben Mares
Federgewicht: in der 1. Runde ausgeschieden

### Gewichtheben
- Salvador del Rosario
Fliegengewicht: 9. Platz

- Arturo del Rosario
Bantamgewicht: 13. Platz

### Leichtathletik
Männer
- Víctor Idava
Marathon: 57. Platz

### Schießen
- Tom Ong
Schnellfeuerpistole 25 m: 44. Platz

- Art Macapagal
Freie Pistole 50 m: 37. Platz

### Schwimmen
Männer
- Gerardo Rosario
100 m Freistil: im Vorlauf ausgeschieden
200 m Freistil: im Vorlauf ausgeschieden
100 m Rücken: im Vorlauf ausgeschieden
200 m Rücken: im Vorlauf ausgeschieden

- Edwin Borja
400 m Freistil: im Vorlauf ausgeschieden
1500 m Freistil: im Vorlauf ausgeschieden
200 m Schmetterling: im Vorlauf ausgeschieden
400 m Lagen: im Vorlauf ausgeschieden

Frauen
- Nancy Deano
100 m Brust: im Vorlauf ausgeschieden
200 m Brust: im Vorlauf ausgeschieden
400 m Lagen: im Vorlauf ausgeschieden

### Segeln
- Mario Almario
Finn-Dinghy: 28. Platz

- Jesús Villareal
Star: 16. Platz

- Juan Villareal
Star: 16. Platz